# United (együttes)
A United egy funk-rock, pop-rock és jazz rock stílusban játszó Arany Zsiráf díjas és Jakab Líra-díjas magyar könnyűzenei együttes, számos ismert sláger szerzői és előadói (Hófehér Jaguár; Hajnalban még a Nap is más; Keserű méz, Végső vallomás stb.). A zenekar frontembere Pély Barna, további tagjai Romhányi Áron, Mits Gergő és Vadász Péter. 2000-ben az év popzenekara.
Bár már félig felnőttek voltunk, mikor elkezdtük a United zenekart, a személyes jellemfejlődésünk mégis sokszor rajta hagyta a bélyegét a zenekaron. Mindent összevetve egy nagyon inspiráló, és élményekben gazdag időszak volt az elmúlt 12 év. Mindig mocorgott bennünk valami, ami miatt újabb és újabb lemezeket készítettünk.

## Története

### Kezdetek (1997–1998)
1997-ben Pély Barna a tatabányai dzsessztáborban találkozott Romhányi Áronnal, és elhatározták, hogy együtt fognak dolgozni. Először a Road Kill Café zenekarban (Pély Barnabás – ének, gitár; Váczi Eszter – ének, Romhányi Áron – zongora; Csizmadia László – basszusgitár; Kárpáti Rudolf Csaba – dob; Nagy Balázs – szaxofon; Tompa Ákos – trombita) játszottak együtt hetente kétszer a Crazy Caféban. A Blues Brothers, Albert Collins és Albert King dalai által alkotott repertoárba már ekkor bekerültek saját kompozíciók is, melyekről felvételt is készítettek. Később Pély Barna és Romhányi Áron kiváltak, és új együttest alapítottak Acid Company néven, melynek további tagjai: Kolta Gergely (basszusgitár) és Vadász Péter (dob). Ez a zenekar progresszív acid jazz/jazz-funk hangzásával másfajta közönséget szólított meg, nagy hangsúly került a tagok hangszeres tudására és improvizatív készségére.

### Országos ismertség;Az első…(1999–2000)
Az Acid Company nagyon sikeres volt budapesti klubokban, de mindig bennük volt a vágy, hogy szélesebb közönséghez szóljanak. A zenekar 1999-ben megismerkedett Orbán Tamással, akinek produceri és szövegírói közreműködésével 2000-ben elkészítette első nagylemezét, Az első…-t United néven. Ez a lemez az EMI kiadó gondozásában jelent meg, és azonnal országosan ismertté tette a zenekart. Az album 2000-ben jelölést kapott Arany Zsiráf díjra az év hazai felfedezettje kategóriájában, de végül nem nyerte el az elismerést. 2001-ben a lemez megkapta az Arany Zsiráf díjat az év hazai popalbuma kategóriájában, később az album negyedik kislemeze, amelyet Nincs ősz, nincs tél címmel adtak ki, Jakab Líra-díjban részesült. Ezen az albumon található a Hárman párban és a Cocktail, valamint a Hófehér Jaguár is.

### Saját utakon; három nagylemez (2001–2004)
2000-ben a zenekar és Orbán Tamás útjai elváltak. A zenekar a saját maga producerévé vált. 2001-ben jelent meg az együttes második nagylemeze A Nap felé címmel. Erről az albumról három videóklippel rendelkező dal jelent meg: a Hajnalban még a Nap is más, A Nap felé és a Jöjj hát. A Nap felé videóklipjét Tunéziában forgatta a zenekar egy támogató segítségével. Ebben az évben együtt dolgoztak Robbert van der Ende üzletemberrel, akivel a MÁV vasúttörténeti parkban egy nagy sikerű lemezbemutató koncertet is szerveztek. A Hajnalban még a Nap is más című dalt 2002-ben jelölték Arany Zsiráf díjra az év hazai dala kategóriájában, azonban nem a United dala lett a győztes. A harmadik nagylemez, a Keserű méz 2002 márciusában jelent meg, ezen találhatóak a Keserű méz és a Gyémánt éjszakák című dalok. Március végén Kolta Gergely basszusgitáros helyét Mits Gergő vette át. 2004 szeptemberének végén a boltokba került a negyedik, a Graffiti című nagylemez, melyről két dalt másoltak ki – a Mondd méget és a Végső vallomást –, melyekhez videóklip is készült. A Végső vallomás óriási siker lett, amelyhez hozzájárult az is, hogy 2005-ben a TV2 Megasztár című tehetségkutató műsorában Rúzsa Magdi is elénekelte, aki később a harmadik széria győztese lett. A negyedik korong munkálataiban  szövegíróként és producerként újra közreműködött Orbán Tamás.

### www.united.hu; koncertalbum (2008–2009)
A 2008-ban megjelent, ötödik album a rendhagyó www.united.hu címet kapta, ennek oka, hogy Magyarországon elsőként ez volt az az album, amelynek teljes anyaga ingyenesen letölthető volt az együttes honlapjáról és nem a hagyományos CD formátumban adták ki. A döntés végül helyesnek bizonyult: bár természetesen bevételek nem származtak a kiadásból, de a hírverés, rengeteg riport és cikk, ami a lemez körül megjelent, reklámértékben sokkal többet hozott a zenekar konyhájára, mintha hagyományos módon kiadták volna. Az album első kislemeze az Ébredj fel.
Az együttes első DVD-je 2009 tavaszán került rögzítésre a Magyar Televízió Hangerő című műsorában Unplugged címmel. A felvételen az unplugged koncert teljes anyaga látható, és ezt az anyagot mutatta be a zenekar 2009 őszén egy országos turné keretei között. A koncerten az eredeti dalokhoz képest teljesen áthangszerelve, akusztikus hangzásban adják elő jól ismert slágereiket és pár angol nyelvű feldolgozást.

### Válogatáslemez;A Dal(2010–)
2010 októberében az együttest a magyar zeneművészet képviselőiként jelölték Fejér Megyei Prima díjra, azonban nem kapta meg az elismerést. 2010-ben az EMI gondozásában megjelent a zenekar válogatásalbuma Best of 1999-2010 cím alatt. Az együttes legismertebb slágerei mellett egy unplugged felvétel, a Funky Groove és egy új dal, a Future Funk is megtalálható rajta. 2013-ban a United szerepelt a 2013-as Eurovíziós Dalfesztivál magyarországi nemzeti válogatójában, a Magyar Televízió által közvetített A Dalban. A show-műsorban a Tegnap még más voltál című dalt adták elő, ami az első olyan szerzeményük, amelynek szövegét Pély Barna írta. A műsorban a középdöntőig jutottak.

## Slágerek
- Hárman párban
- Hófehér Jaguár
- Cocktail
- Nincs ősz, nincs tél
- Hajnalban még a Nap is más
- A Nap felé
- Jöjj hát
- Keserű méz
- Gyémánt éjszakák
- Mondd még
- Végső vallomás
- Ébredj fel
- Az igazi nyár
- Tegnap még más voltál

## A zenekar tagjai
Jelenlegi tagok
- Pély Barna „Barney” – ének, gitár (1999–)
- Romhányi Áron „Ron” – zongora, rap (1999–)
- Mits Gergő – basszusgitár (2002–)
- Potesz Balázs  – dob (2013-)

Korábbi tagok
- Kolta Gergely „Greg” – basszusgitár (1999–2002)
- Vadász Péter "Peet"  -- dob (1999-2013)

## Diszkográfia

### Albumok
- 2000 – Az első… (EMI)
- 2001 – A Nap felé (EMI)
- 2002 – Keserű méz (EMI)
- 2004 – Graffiti (EMI)
- 2008 – www.united.hu (Zenepont)

### Válogatásalbumok
- 2010 – Best of 1999-2010 (EMI)

### Koncertalbumok
- 2009 – Unplugged – koncert-DVD (Zenepont)

### Kislemezek
- 1999 – Hárman párban – Az első… (EMI)
- 2000 – Hófehér Jaguár – Az első… (EMI)
- 2000 – Cocktail – Az első… (EMI)
- 2000 – Nincs ősz, nincs tél – Az első… (EMI)
- 2001 – Hajnalban még a Nap is más – A Nap felé (EMI)
- 2001 – A Nap felé – A Nap felé (EMI)
- 2001 – Jöjj hát – A Nap felé (EMI)
- 2002 – Keserű méz – Keserű méz (EMI)
- 2002 – Gyémánt éjszakák – Keserű méz (EMI)
- 2004 – Mondd még – Graffiti (EMI)
- 2004 – Végső vallomás – Graffiti (EMI)
- 2008 – Ébredj fel – www.united.hu (Zenepont)
- 2013 – Tegnap még más voltál (Music Fashion)

## Elismeréseik
| Év   | Díj                    | Kategória                 | Díjazott alkotás           | Eredmény | Forrás               |
| ---- | ---------------------- | ------------------------- | -------------------------- | -------- | -------------------- |
| 2000 | Arany Zsiráf díj       | az év hazai felfedezettje | Az első…                   | Jelölve  | [ 7 ]                |
| 2001 | Arany Zsiráf díj       | az év hazai popalbuma     | Az első…                   | Elnyerte | [ 8 ] [ 9 ]          |
| 2001 | Jakab Líra-díj         | –                         | Nincs ősz, nincs tél       | Elnyerte | [ 11 ] [ 12 ]        |
| 2002 | Arany Zsiráf díj       | az év hazai dala          | Hajnalban még a Nap is más | Jelölve  | [ 14 ]               |
| 2010 | Fejér Megyei Prima díj | magyar zeneművészet       | United                     | Jelölve  | [ 24 ] [ 25 ] [ 26 ] |